# J. M. Meulenhoff
J. M. Meulenhoff (zumeist wird nur die Kurzform Meulenhoff gebraucht) ist ein niederländischer Buchverlag. Er zählt zu den größten Verlagen der Niederlande und hat seinen Unternehmenssitz in Amsterdam.

## Geschichte
Der Verlag wurde 1895 von Johannes Marius Meulenhoff als eine Importbuchhandlung gegründet. Die in den 1960er Jahren verstärkt einsetzende Expansion des Unternehmens führte 1991 zu einer Übernahme der Verlagsgruppe Malherbe Groep (unter anderem A.W. Bruna Uitgevers, Uitgeverij Prometheus und Uitgeverij Bert Bakker (1992)).
1994 wurde Meulenhoff selbst vollständig vom Verlagskonzern De Persgroep Nederland (bis 2009 „PCM Uitgevers“) übernommen, der unter seinem früheren Namen „Perscombinatie“ bis dahin bereits an dem Verlag beteiligt gewesen war. Die Expansion wurde anschließend mit den Übernahmen von Thieme (1994), SMD (1995), Uitgeverij Arena (1997) und Uitgeverij Het Spectrum (mit Boeknet) (1999) fortgesetzt.
2000 wurde die übergreifende Holding „Meulenhoff & Co“ in „PCM Algemene Boeken“ und „ThiemeMeulenhoff“ aufgeteilt. Letzterer wurde aus einer Fusion der Verlage Meulenhoff Educatief, Thieme und SMD gebildet und stellt seitdem innerhalb von De Persgroep Nederland als Bildungsverlag einen eigenständigen Konzernbestandteil dar.

## Verlagsprogramm
Das etwa 400 Titel umfassende Verlagsprogramm besteht aus Romanen, Gedichtbänden, Essays und Sachbüchern.
Neben niederländischen Autoren wie Maarten Biesheuvel, Kees Ouwens und Jan Wolkers finden sich auch Übersetzungen von Gabriel García Márquez, Günter Grass, Amos Oz, Rainer Maria Rilke, Lew Tolstoi, Joachim Krause und anderen im Programm, des Weiteren auch die afrikaanssprachigen Schriftsteller André Brink und Etienne van Heerden. In den Jahren 1962–2005 war J. M. Meulenhoff auch Herausgeber der Literaturzeitschrift De Gids, die heute bei dem Verlag „Balans“ erscheint.